# ヴォイチェフ・イエジー・ハス
ヴォイチェフ・イエジー・ハス （Wojciech Jerzy Has, 1925年4月1日 - 2000年10月3日） は、ポーランドの映画監督。日本ではヴォイチェフ・ハス、ヴォイチェフ・J・ハス、ヴォイチェフ・イェジー・ハスとも表記される。

## 来歴
1925年4月1日、クラクフで生まれた。父親はユダヤ人、母親はカトリック教徒。ハスは自身を不可知論者とした。
ナチスがポーランドを占拠した第二次世界大戦中、ハスはクラクフの実業学校に通い、その後はクラクフ芸術アカデミーの地下クラスを受講していたが、同校は1943年に解散した。
1947年に短編ドキュメンタリー『Ulica Brzozowa』を製作して映画監督としてデビュー。1949年から1956年までワルシャワ記録映画スタジオとウッチ教育映画スタジオで10本以上の短編映画を製作した。
1958年、初の長編劇映画となった『縛り首の縄』を発表。同年製作した長編2作目の『Pozegnania』は翌1959年のロカルノ国際映画祭で国際映画批評家連盟賞を受賞した。以後、アンジェイ・ワイダやイェジー・カヴァレロヴィチ、アンジェイ・ムンクらと並んでポーランド派の映画監督として知られるようになった。
1963年、第二次世界大戦中のクラクフを舞台にした心理劇『愛される方法』を発表。第16回カンヌ国際映画祭のコンペティション部門に出品され、サンフランシスコ国際映画祭ではグランプリ、脚本賞、女優賞を受賞した。1965年、それまでの心理主義的な作風を一転させた歴史ファンタジー『サラゴサの写本』を発表。ルイス・ブニュエルなどから絶賛され、今日では1960年代ポーランド映画の代表作として知られる。1973年、ブルーノ・シュルツの小説を映画化した『砂時計』を発表。第26回カンヌ国際映画祭で審査員賞を、翌1974年にはトリエステSF国際映画祭でグランプリを受賞した。
1983年、チェーホフの小説を原作とした『Osobisty pamietnik grzesznika przez niego samego spisany』を発表。10年ぶりに映画監督として復帰した。1988年の『Nieciekawa historia』は第45回ヴェネツィア国際映画祭に出品された。
1989年、ウッチ映画大学の学部長に就任。翌1990年から1996年までは同大学の学長を務めた。また、1992年と2000年にはプロデューサーとして2本の長編映画を手がけた。1999年、ポーランド映画賞の生涯功労賞を受賞した。
2000年10月3日、ウッチにて75歳で死去した。

## 作品

### 長編
- Nasz zespól （1955年） ドキュメンタリー
- 縛り首の縄 Petla （1958年）
- Pozegnania （1958年）
- Wspólny pokój （1960年）
- Rozstanie （1961年）
- Zloto （1962年）
- 愛される方法 Jak byc kochana （1963年）
- サラゴサの写本 Rekopis znaleziony w Saragossie （1965年）
- Szyfry （1966年）
- 人形 Lalka （1968年）
- 砂時計 Sanatorium pod klepsydra （1973年）
- Nieciekawa historia （1983年）
- Pismak （1985年）
- Osobisty pamietnik grzesznika przez niego samego spisany （1986年）
- Niezwykla podróz Baltazara Kobera （1988年）

### 短編
- Ulica Brzozowa （1947年） ドキュメンタリー
- Harmonia （1948年）
- Parowóz P7-47 （1949年）
- Jeden dzien w Polsce （1949年）
- Pierwszy plon （1950年） ドキュメンタリー
- Moje miasto （1950年） ドキュメンタリー
- Scentralizowana kontrola przebiegu produkcji （1951年）
- Mechanizacja robót ziemnych （1951年）
- Zielarze z Kamiennej Doliny （1952年） ドキュメンタリー
- Karmik Jankowy （1952年）
- Harcerze na zlocie （1952年）

### 製作
- Listopad （1992年）
- Szczesliwy czlowiek （2000年）